# Calyptommatus confusionibus
Calyptommatus confusionibus е вид влечуго от семейство Gymnophthalmidae. Видът е застрашен от изчезване.

## Разпространение и местообитание
Разпространен е в Бразилия (Пиауи).
Обитава гористи местности и дюни.